# Brevennia dasiphorae
Brevennia dasiphorae är en insektsart som först beskrevs av Danzig 1977.  Brevennia dasiphorae ingår i släktet Brevennia och familjen ullsköldlöss.
Artens utbredningsområde är Mongoliet. Inga underarter finns listade i Catalogue of Life.